# Le New Yorker
Pour plus de détails, voir Fiche technique et Distribution.
Le New Yorker est un film français réalisé par Benoît Graffin et sorti en 1998.

## Synopsis
Un jeune Français, Alfred, se rend à New York dans l'espoir de séduire Alice, dont il a fait la rencontre à Paris. Cette dernière refusant de le voir, Alfred se retrouve isolé dans la ville. Désemparé, il devient clochard avant d'être pris en charge par un parrain de la mafia qui lui confie la mission de garder un chien dans une villa.

## Fiche technique
- Titre : Le New Yorker
- Réalisation : Benoît Graffin
- Scénario : Benoît Graffin et David Bock
- Photographie : Antoine Héberlé
- Son : Cyril Holtz
- Montage : Delphine Dufriche
- Musique : Yarol Poupaud
- Production : Les Films du Requin
- Pays d'origine :  France
- Durée : 75 minutes
- Date de sortie : France - 9 décembre 1998

## Distribution
- Mathieu Demy
- Grace Phillips
- Shawn Elliott
- Gretchen Cleevely
- Don Williams
- Kevin Isola
- Michael C. Maronna
- Sticky Fingaz